# Set the World on Fire
Set the World on Fire är det andra studioalbumet av det amerikanska rockbandet Black Veil Brides, släppt genom Lava Records/Universal Republic Records den 14 juni 2011. Det är det första albumet med Christian "CC" Coma på trummorna. Han ersatte Sandra Alvarenga efter att hon lämnat bandet för att gå med i Modern Day Escape.
Titelspåret, "Set the World on Fire", var avsett att användas i Scream 4, men inkluderades inte i filmen. I stället släpptes en förlängd förhandslyssning av låten för fansen. "Fallen Angels" var den första singeln att släppas från albumet, åtföljd av en musikvideo regisserad av Nathan Cox. Den 3 maj släpptes en snutt av en annan låt, betitlad "Youth and Whisky", online. Det meddelades sedan att singeln hade skjutits fram på iTunes till den 10 maj, och släpptes kostnadsfritt till de som förhandsbokade albumet samtidigt. Den kompletta låtlistan släpptes på iTunes, tillsammans med ett exklusivt bonusspår betitlat "Smoke and Mirrors".
Den 10 maj blev förhandsboknings-paket tillgängliga på den bandets officiella webbplats. Den 23 maj meddelades det att låten "Set the World on Fire" skulle medverka i Transformers: Dark of the Moon och blev den officiella signaturmusiken för WWE Hell in a Cell (2011). Under en live-stream från Black Veil Brides Stickam-kanal den 30 maj, avslöjade de att musikvideon till deras andra singel, "The Legacy", skulle ha premiär på YouTube den 6 juni 2011. Nästa musikvideo att släppas från albumet blev "Rebel Love Song". Två månader efter meddelandet, släpptes videon till slut på YouTube den 19 oktober 2011.

## Låtlista
| Nr           | Titel                  | Längd |
| ------------ | ---------------------- | ----- |
| 1.           | New Religion           | 3:50  |
| 2.           | Set the World on Fire  | 3:39  |
| 3.           | Fallen Angels          | 3:45  |
| 4.           | Love Isn't Always Fair | 4:13  |
| 5.           | God Bless You          | 3:18  |
| 6.           | Rebel Love Song        | 3:57  |
| 7.           | Saviour                | 4:23  |
| 8.           | The Legacy             | 4:40  |
| 9.           | Die for You            | 3:43  |
| 10.          | Ritual                 | 3:30  |
| 11.          | Youth & Whisky         | 3:30  |
| Total längd: | Total längd:           | 42:28 |

| 12. | Smoke and Mirrors | 3:45 |

| 13. | Introducing Black Veil Brides (video) | 2:54 |

## Inspelning
Albumet spelades in vid Pulse Recording Studio i Los Angeles, Kalifornien under ett flertal månader och blev klart under våren 2011 under tillsyn av Josh Abraham (Linkin Park, Velvet Revolver, 30 Seconds to Mars, Korn, etc). Demo-CD-skivorna märktes Black Veil Brides Greatest Hits av Biersack, på grund av det faktum att de hade växt både lyriskt och musikaliskt. Efter att inspelningen var klar, avslöjades det att deras huvudinfluens var Def Leppards Hysteria, sett till hur albumet spelades in och producerades.

## Mottagande

### Kommersiellt
Albumet debuterade som nummer 17 på Billboard 200-listan. Albumet nådde plats 73 på Canadian Albums Chart. Det uppnådde även måttlig framgång i Storbritannien genom att nå plats 3 på UK Rock-listan.

### Kritiskt mottagande
Det kritiska mottagandet var blandat. Ett flertal recensenter var positiva till albumet och Todd Jolicouer från The Rock Pit sa: "Sången är perfekt balanserad med gitarrsolona", och "Den här skivan är ljusår före sin debut". Jen Thomas från Rock Sound hade blandade åsikter om albumet. Han uttrycker detta när han säger, "Ljudet matchar inte längre den så noga skapade imagen men musiken är ändå hygglig." Andra recensenter var väldigt positiva till albumet, där Ryan Cooper från About.com sa: "bandet verkar ha förbättrats en hel del. Jag har verkligen börjat uppskatta deras musik".
| År   | Nominerat verk        | Pris                                       | Placering |
| ---- | --------------------- | ------------------------------------------ | --------- |
| 2011 | Set the World on Fire | Revolver Magazine's 20 Best Albums of 2011 | 5         |
| 2011 | The Legacy            | Revolver Magazine's Song of the Year 2011  | 2         |
| 2011 | Rebel Love Song       | Alternate Press's Music Video of the Year  | 1         |
| 2011 | Fallen Angels         | Alternate Press's Music Video of the Year  | 3         |

## Personal
Black Veil Brides
- Andy Biersack – sång
- Ashley Purdy – elbas, bakgrundssång
- Jake Pitts – sologitarr
- Jinxx – gitarr, violin
- Christian "CC" Coma – trummor, slagverk

Produktion
- Josh Abraham – producent
- Lucian Walker – producent
- Captain Price – ljudtekniker, mixing
- Eddie Shreyer – mastering
- Låtarna skrivna av Andy Biersack